# 1550

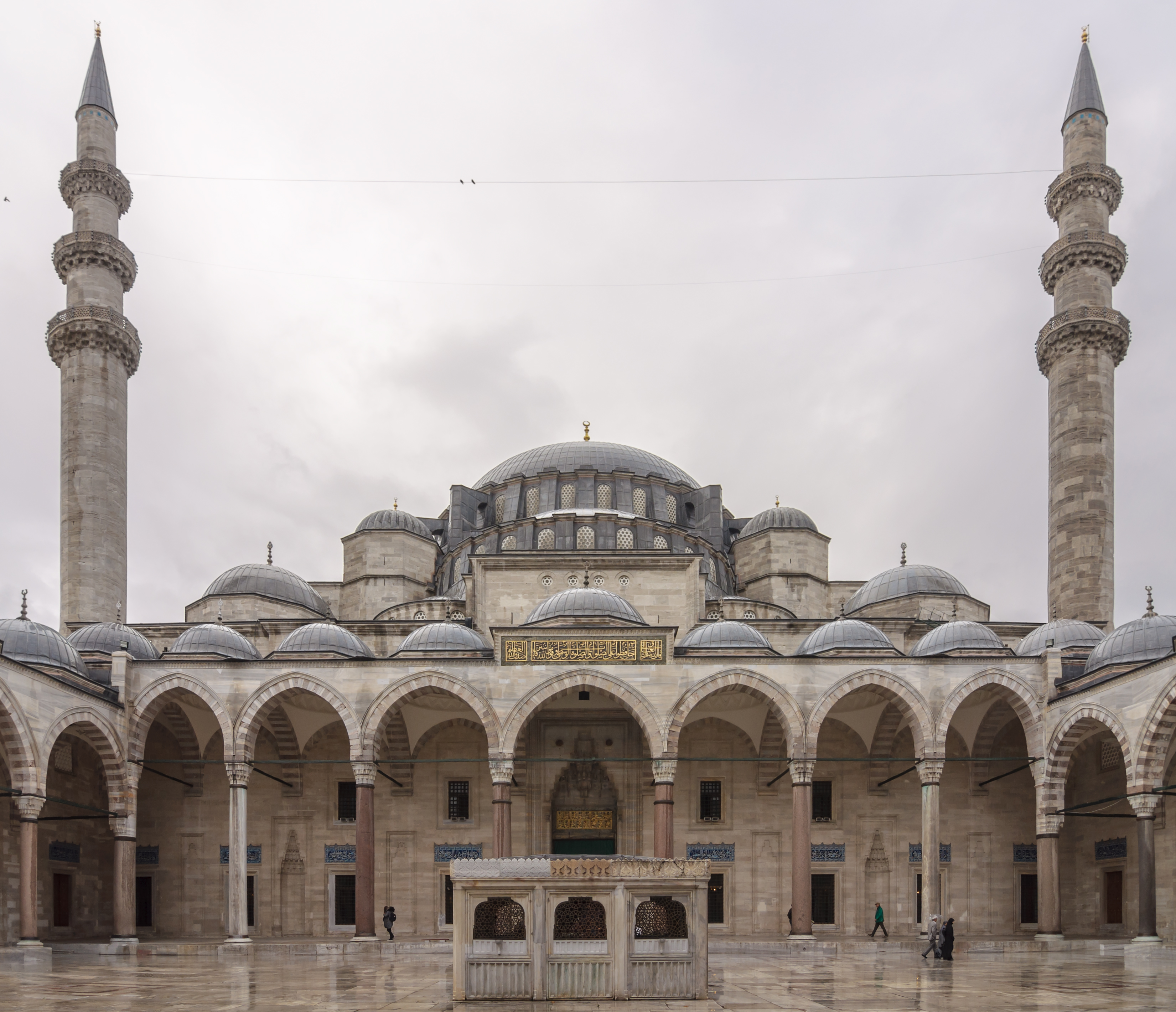
Süleymaniye-moskee

Het jaar 1550 is het 50e jaar in de 16e eeuw volgens de christelijke jaartelling.

## Gebeurtenissen
februari
- 7 - Giovanni Maria del Monte wordt tot paus gekozen. Hij neemt de naam Julius III aan.

maart
- 24 - Verdrag van Outreau: Frankrijk krijgt Boulogne terug, en Engeland geeft de veroveringen in Schotland op, in ruil voor een geldbedrag en een huwelijk.

april
- 18 - Het verdrag van Outreau wordt bekrachtigd door James Hamilton, graaf van Arran en regent van Schotland.
- 25 - Krachtens het Verdrag van Outreau overhandigt de Engelse gouverneur de sleutels van Boulogne aan de Fransen.
- 29 - Bloedplakkaat: Verzwaring van de maatregelen tegen ketterij in de Spaanse Nederlanden.

mei
- 8 - Huwelijk van Bernhard VIII van Lippe en Catharina van Waldeck-Eisenberg.

juni
- 12 - Stichting van de stad Helsinki door de Zweedse koning Gustaaf I, om als handelsconcurrent voor het aan de overkant van de Finse Golf gelegen Tallinn te dienen.
- 16 - Begin van de uitgraving van de Willebroekse Vaart.

juli
- 14 juli-8 september - Beleg van Brunswijk: Hertog Hendrik II van Brunswijk-Wolfenbüttel belegert de stad Brunswijk, maar geeft het beleg op na bemiddeling.

augustus
- 15 - Begin van het Dispuut van Valladolid, een discussie tussen de Dominicaan Bartolomé de Las Casas en de priester Juan Ginés de Sepúlveda over de rechtvaardiging van slavernij van indianen.

september
- 8 - Einde van het Beleg van Mahdia. Andrea Doria verovert in Spaanse dienst Mahdia.

oktober
- 1 - Huwelijk van Johan I van Waldeck-Landau en Anna van Lippe.

november
- 7 - Jón Arason, de laatste katholieke bisschop van IJsland, wordt onthoofd.

zonder datum
- De Mongoolse leider Altan Khan belegert Beijing.
- De Ottomanen veroveren Benghazi.
- Begin van de bouw aan de Süleymaniye-moskee in Constantinopel.
- Het Concilie van Trente beslist dat parochiale doop- en huwelijksregisters moeten worden bijgehouden.

## Beeldende kunst

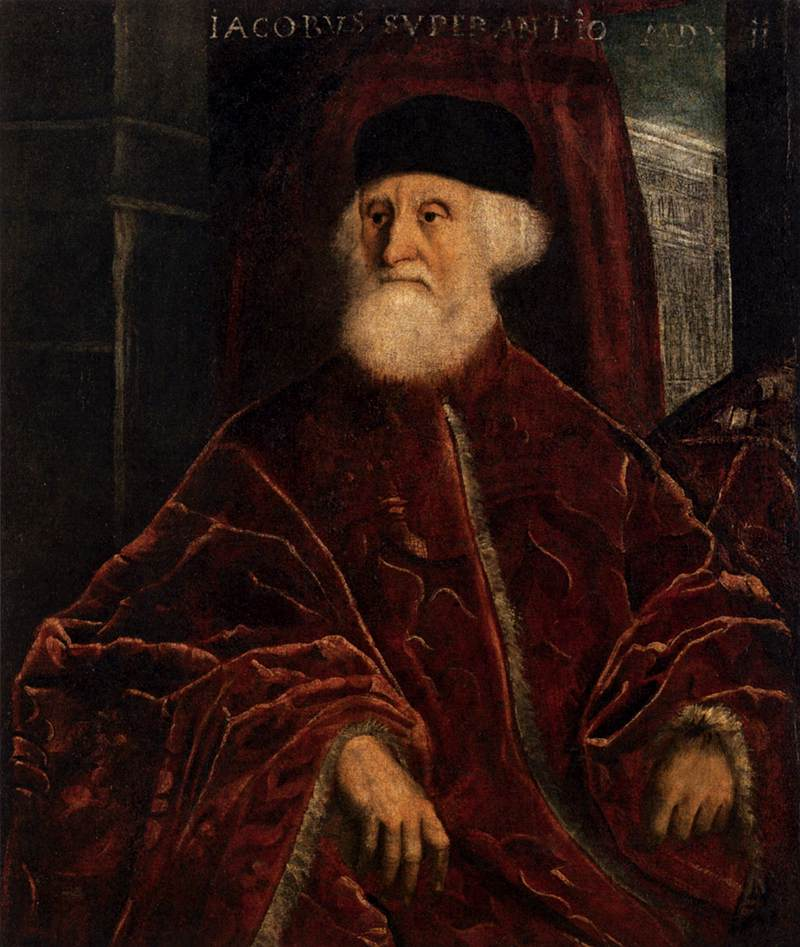
Tintoretto: Portret van Jacopo Soranzo
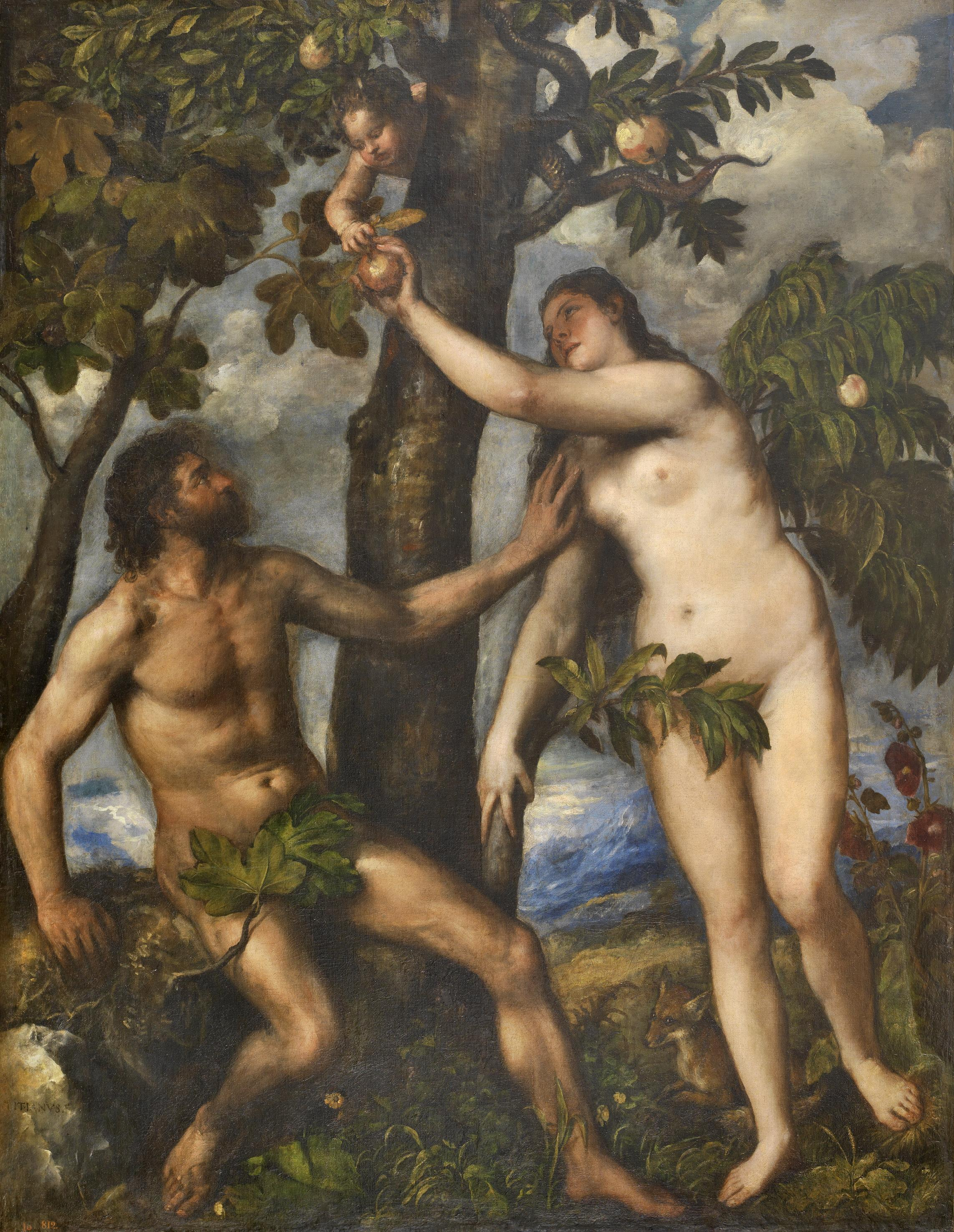
Titiaan: Adam en Eva
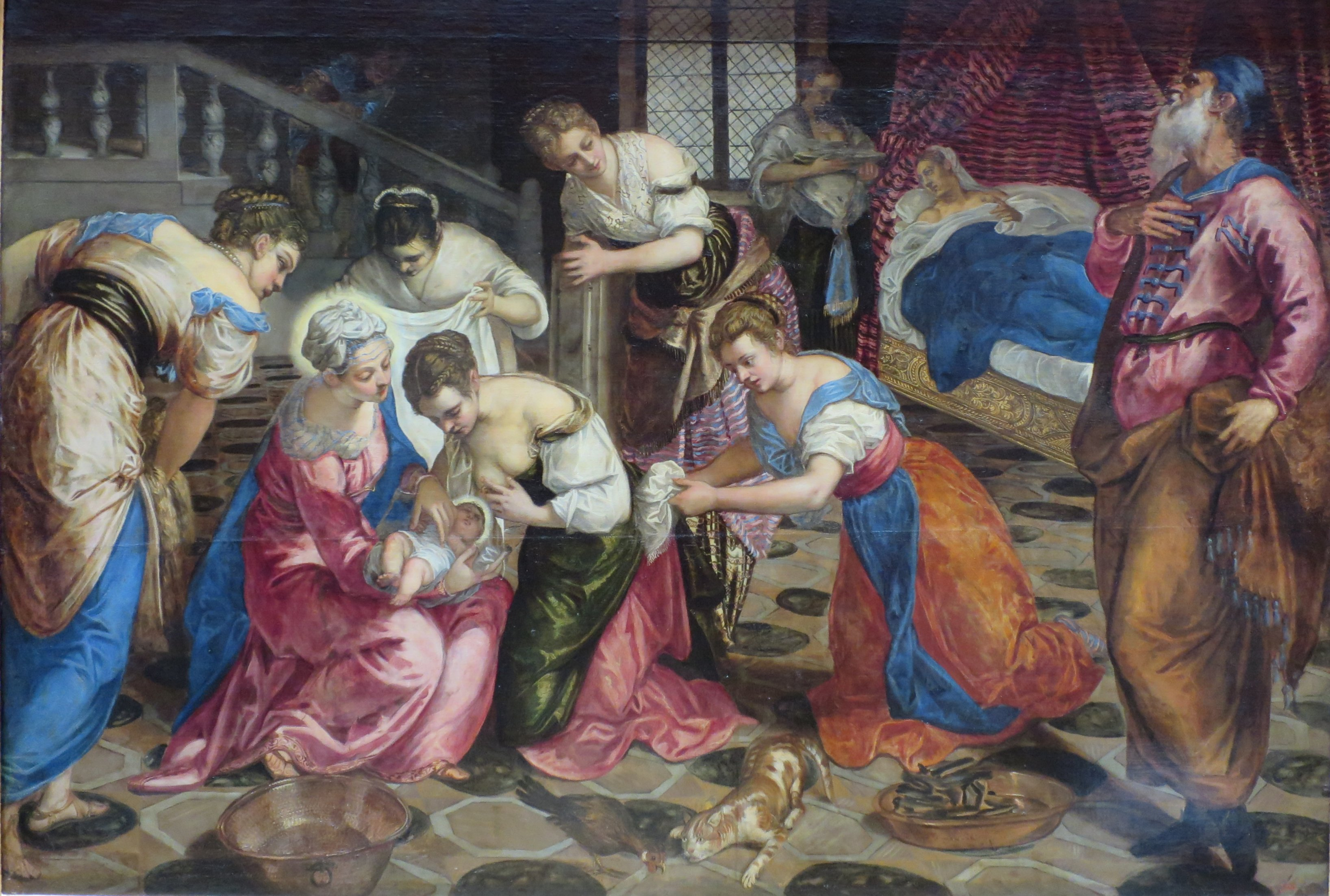
Tintoretto: De geboorte van Johannes de Doper
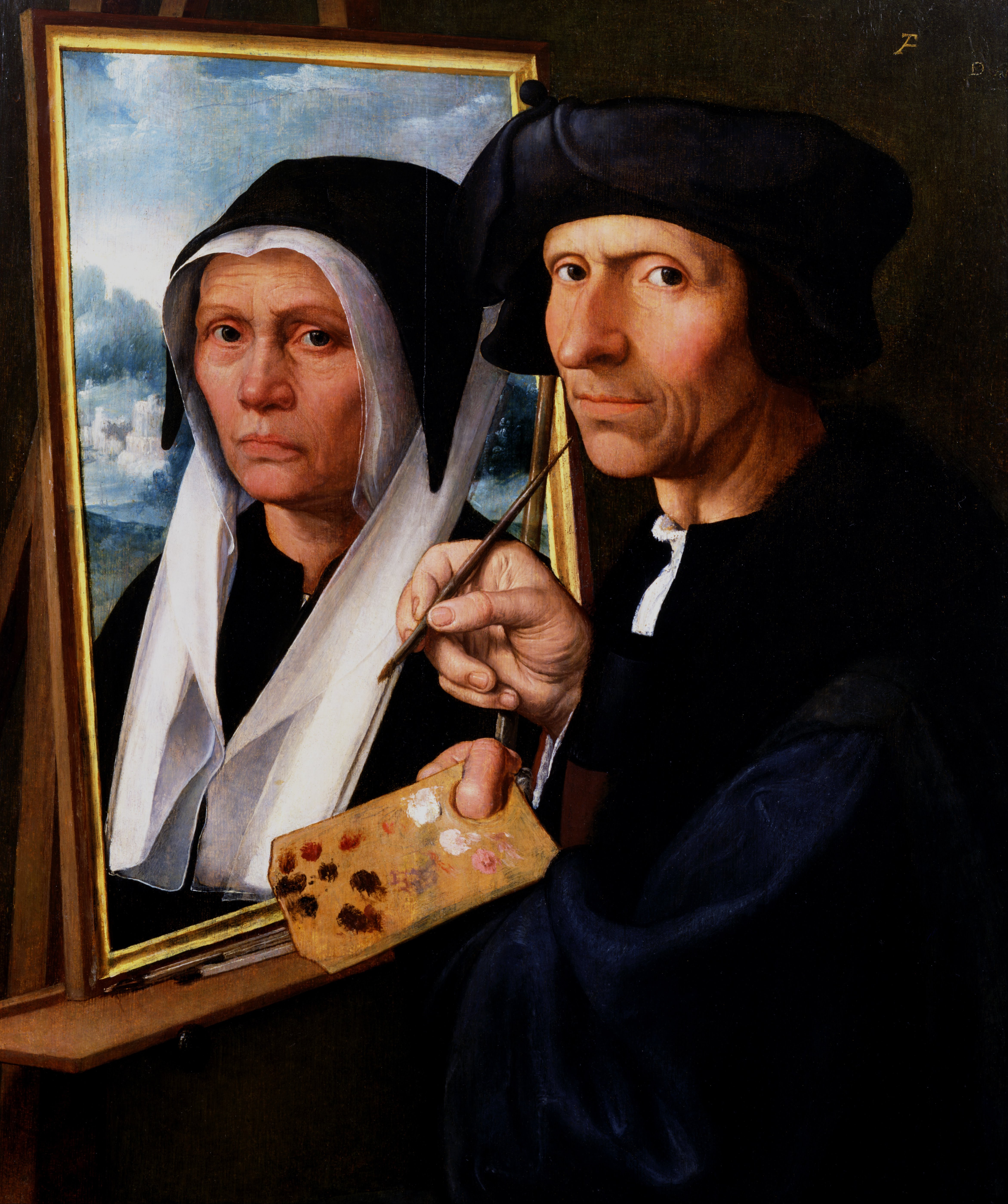
Dirck Jacobsz: Jacob Cornelisz. van Oostsanen schildert het portret van zijn vrouw Anna

## Opvolging
- Aumale - Claude van Lotharingen opgevolgd door zijn zoon Claude II
- Beieren - Willem IV opgevolgd door zijn zoon Albrecht V
- Burma - Tabinshwehti opgevolgd door Bayinnaung
- Elbeuf - Claude van Lotharingen opgevolgd door zijn zoon René II
- Guise en Joinville - Claude van Lotharingen opgevolgd door zijn zoon Frans
- Lan Xang - Photisarat I opgevolgd door zijn zoon Sai Setthathirat I
- Mantua en Monferrato - Francesco III Gonzaga opgevolgd door zijn broer Guglielmo I Gonzaga
- Nieuw-Spanje (onderkoning) - Antonio de Mendoza opgevolgd door Luis de Velasco
- Orleans - Lodewijk III opgevolgd door zijn broer Karel III
- paus - Giovanni Maria del Monte als Julius III als opvolger van Paulus III
- Württemberg en Montbéliard - Ulrich opgevolgd door zijn zoon Christoffel

## Afbeeldingen

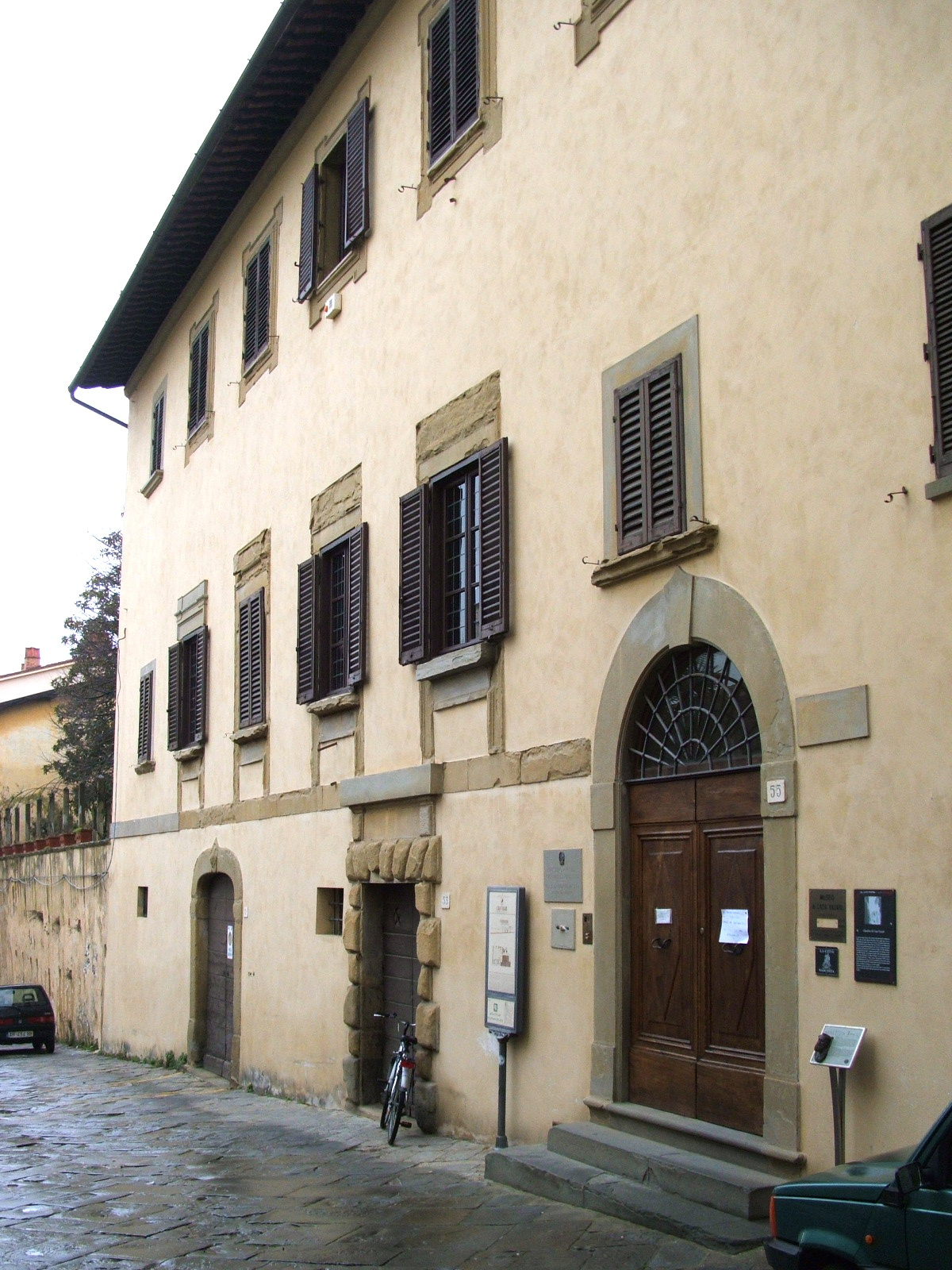
Casa di Giorgio Vasari, Arezzo, Italië (1550)

## Geboren
januari

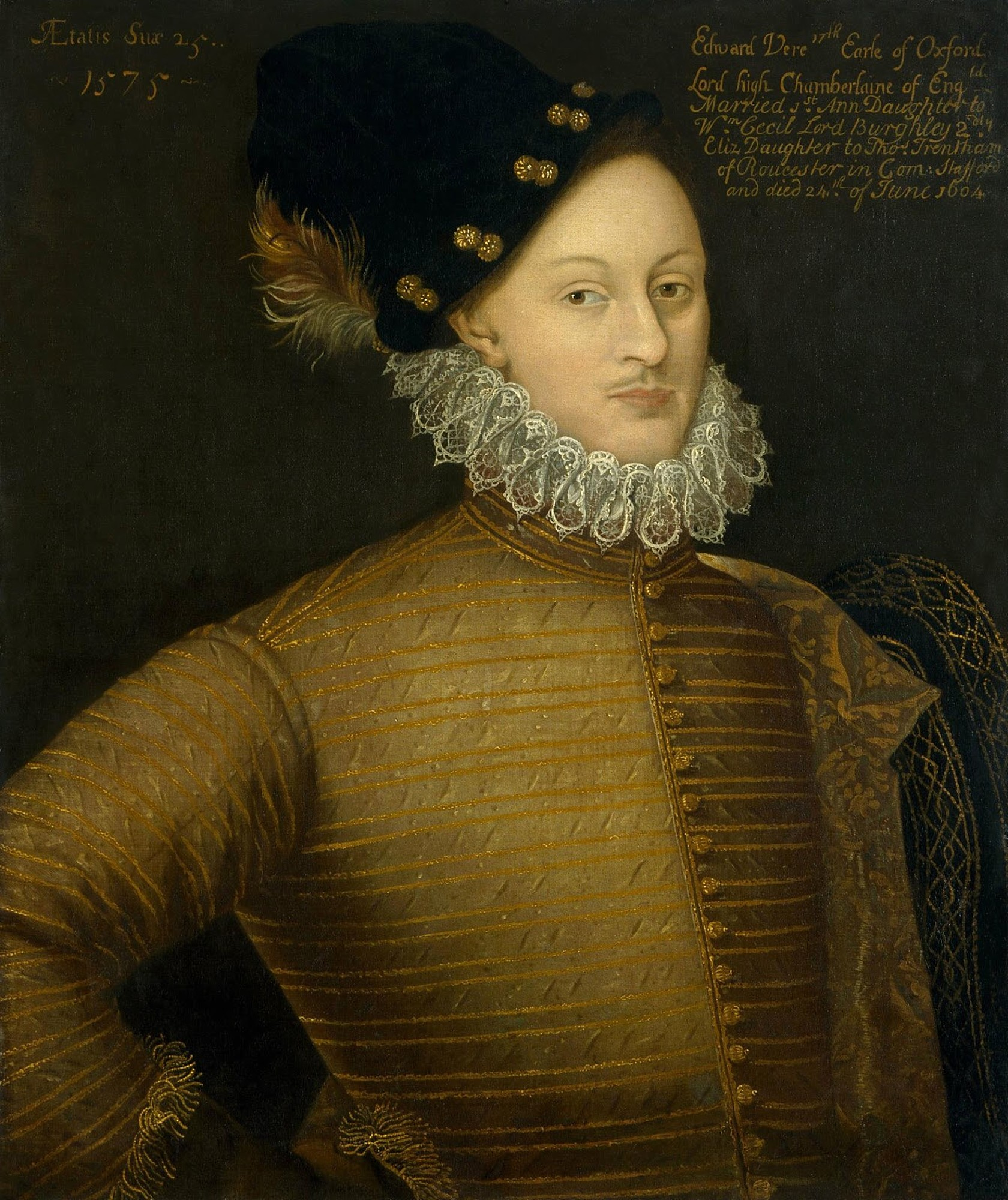
Edward de Vere (12 april)

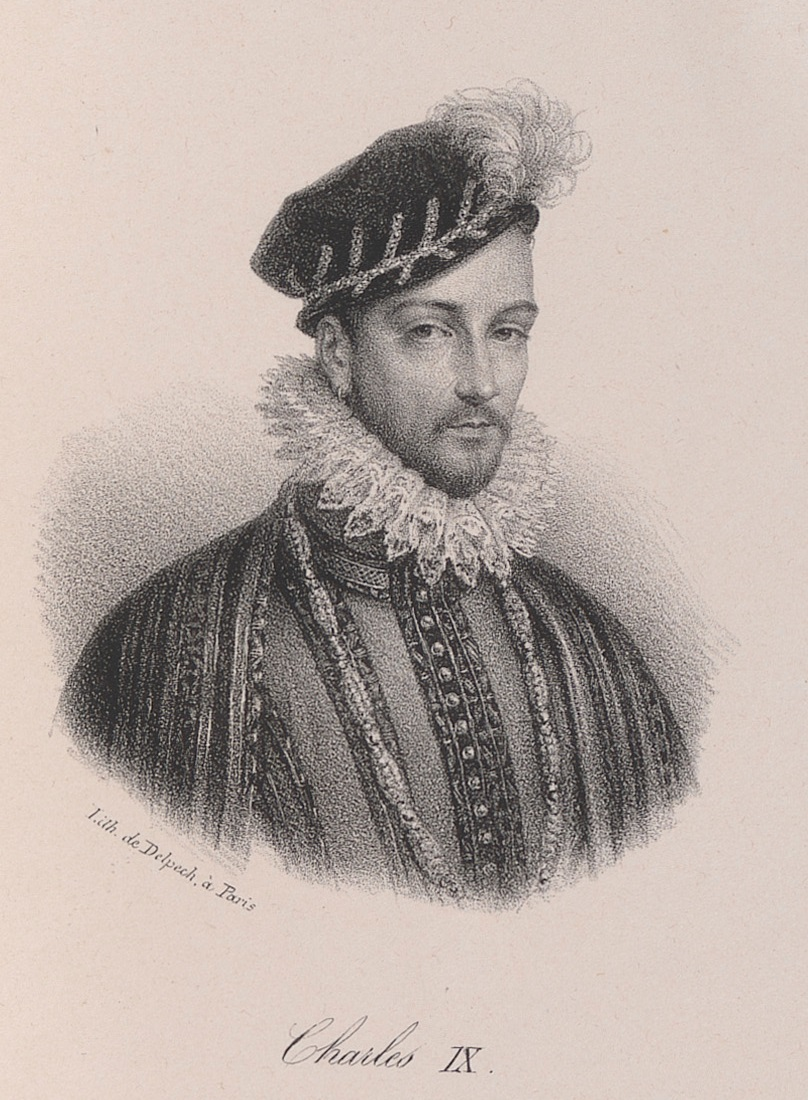
Karel IX van Frankrijk (27 juni)

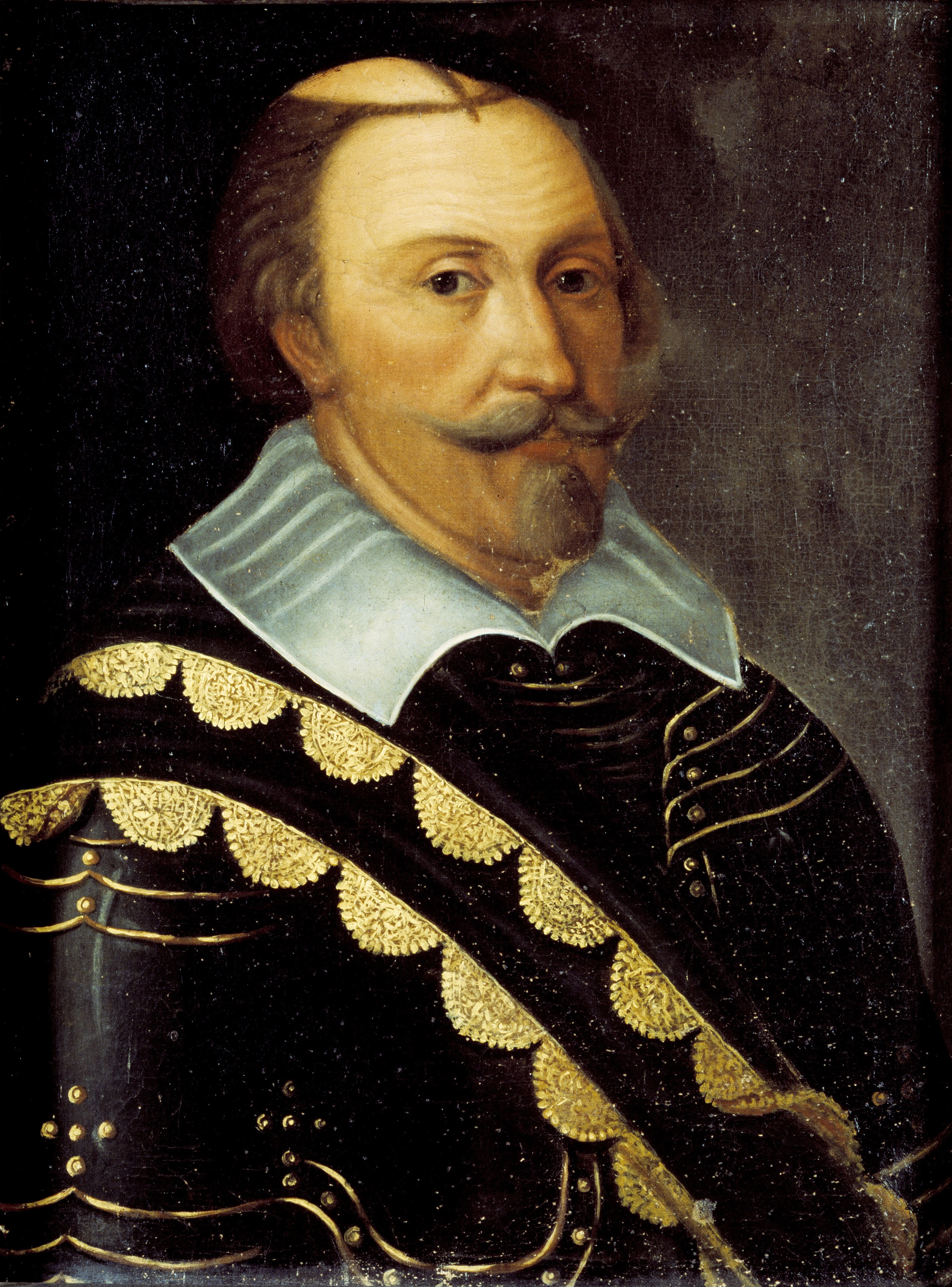
Karel IX van Zweden (4 oktober)

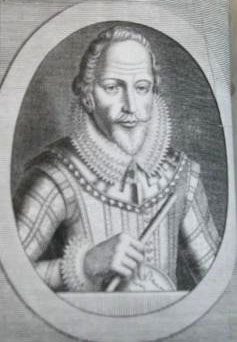
John Davis (oktober)

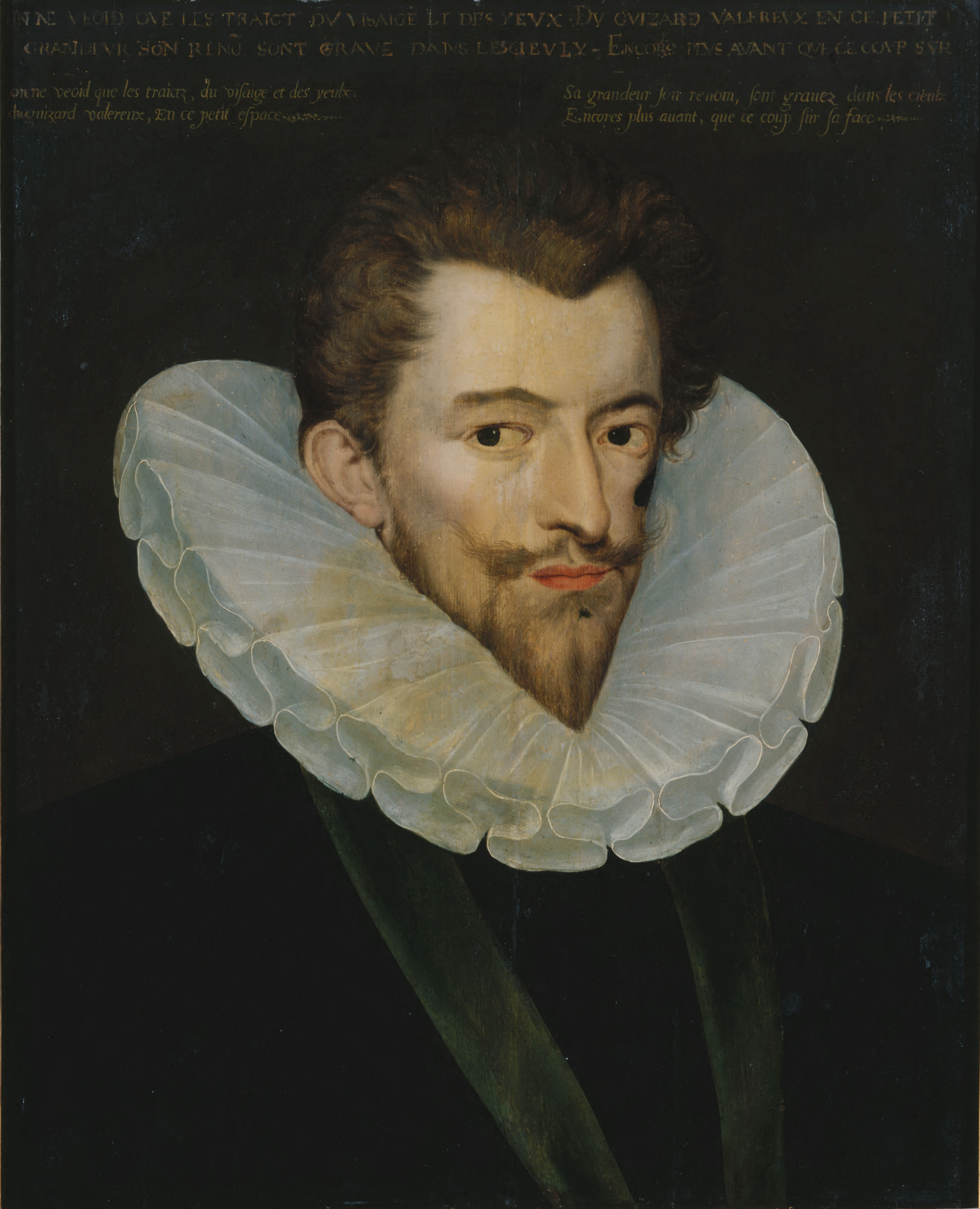
Hendrik I van Guise (31 december)

- 1 - Clara van Brunswijk-Lüneburg, Duits edelvrouw

februari
- 17 - Filips van Hohenlohe-Neuenstein, Duits legerleider
- 22 - Karel van Arenberg, Zuid-Nederlands staatsman

april
- 12 - Edward de Vere, Engels toneelschrijver
- 14 - Elisabeth van Brunswijk-Grubenhagen, Duits edelvrouw

mei
- 8 - Johan I van Palts-Zweibrücken, Duits edelman

juni
- 16 - Maria Eleonora van Gulik, Duits edelvrouw
- 27 - Karel IX, koning van Frankrijk (1560-1574)
- 28 - Johannes van den Driesche, Nederlands theoloog

juli
- 31 - Jacobus Gallus, Sloveens componist

augustus
- 8 - Petrus Gudelinus, Zuid-Nederlands jurist
- 19 - Emilia van Württemberg, Duits edelvrouw

september
- 10 - Alonzo Pérez de Guzmán y de Zuniga - Sotomayor, Spaans militair
- 29 - Joachim Frederik van Brieg, Silezisch edelman
- 30 - Michael Mästlin, Duits astronoom

oktober
- 1 - Anna van Sint-Bartholomeüs, Spaans kloosterstichtster
- 4 - Karel IX, koning van Zweden (1604-1611)
- 15 - Hendrik van Nassau, Duits edelman
- 28 - Stanislaus Kostka, Pools geestelijke
- 28 - Bernardus Paludanus, Nederlands wetenschapper
- oktober - John Davis, Engels ontdekkingsreiziger

november
- 1 - Hendrik van Saksen-Lauenburg, Duits prelaat
- 17 - Giacomo Giovanni Biliverti, Nederlands-Italiaans goudsmid

december
- 31 - Hendrik I van Guise, Frans edelman

zonder datum
- Frans van Amboise, Frans schrijver
- Maria Andreae, Duits apotheker
- Gilles Bavarius, Zuid-Nederlands dichter
- Ferdinand van Beieren, Duits veldheer
- Claudius van Berlaymont, Zuid-Nederlands militair
- Willem van den Blocke, Zuid-Nederlands beeldhouwer
- Rogier Braye, Zuid-Nederlands dichter
- Maximiliaan van Brederode, Zuid-Nederlands edelman
- Wolfert van Brederode, Zuid-Nederlands edelman
- Matthijs Bril de Jongere, Zuid-Nederlands kunstschilder
- Adolph van Gelder, Nederlands edelman
- Helena Antonia, Zuid-Nederlands hofdwerg
- Werner Helmichius, Nederlands predikant
- Amandus I van Horne, Zuid-Nederlands edelman
- Goswin III Kettler zu Hövestadt, Duits edelman
- Camillus de Lellis, Italiaans kloosterstichter
- Hendrik van Merode, Zuid-Nederlands edelman
- John Napier, Schots wiskundige
- Everard van Reyd, Nederlands politicus
- Hans Sadeler, Zuid-Nederlands graveur
- Francisco Sanches, Portugees filosoof
- Magat Salamat, Filipijns revolutionair
- Safiye Sultan, echtgenote van Mehmet III
- Lancelot Schetz, Zuid-Nederlands politicus

jaartal bij benadering
- Willem Barentsz, Nederlands ontdekkingsreiziger
- Pieter Bast, Nederlands kunstenaar
- Miguel de Benavides, Spaans prelaat
- Anselmus Boëtius de Boodt, Zuid-Nederlands geleerde
- Frans de Boodt, Zuid-Nederlands politicus
- Marie de Brimeu, Zuid-Nederlands edelvrouw
- Noël de Caron, Nederlands diplomaat
- Jacobus Florii, Zuid-Nederlands componist
- Philip Henslowe, Engels theaterondernemer
- Krzysztof Klabon, Pools componist
- Gilles van Leedenberch, Nederlands politicus
- Samuel Pallache, Marokkaans diplomaat
- Pontus Payen, Zuid-Nederlands jurist
- Mikołaj Sęp Szarzyński, Pools dichter
- François Spierincx, Nederlands tapijtwever
- Hendrik van Steenwijk de Oudere, Nederlands kunstschilder
- Lodewijk Toeput, Vlaams kunstschilder
- Jan Tollius, Nederlands componist
- Cornelis Corneliszoon van Uitgeest, Nederlands uitvinder
- Richard Verstegen, Engels schrijver
- Anna Maria Zieglerin, Duits alchemist
- Mikołaj Zieleński, Pools componist

## Overleden
januari

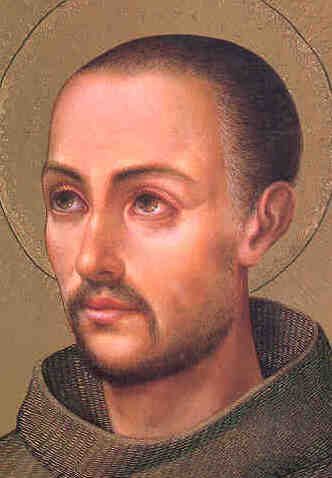
Johannes de Deo

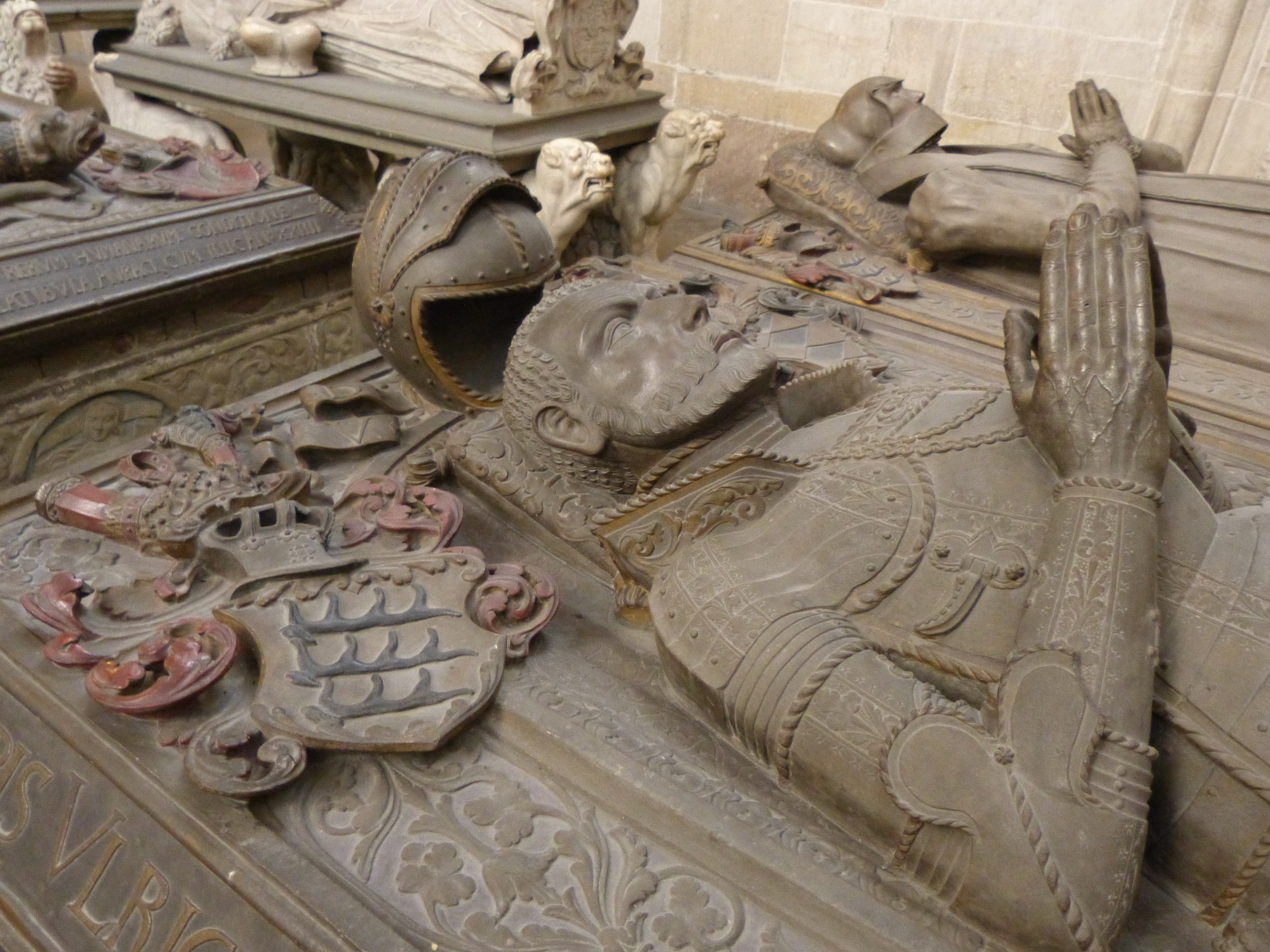
Ulrich van Württemberg

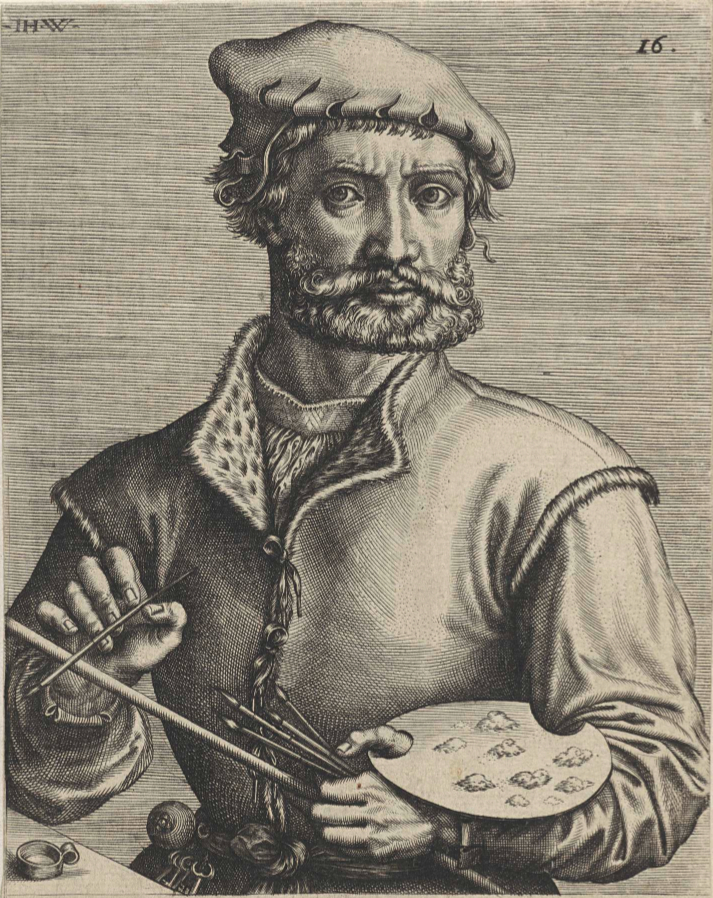
Pieter Coecke van Aelst

- 12 - Andrea Alciato (58), Italiaans rechtsgeleerde

februari
- 13 - Eleonora Gonzaga (56), Italiaans edelvrouw
- 16 - Francesco III Gonzaga (16), hertog van Mantua
- 17 - Elisabeth van Nassau (~37), Nederlands edelvrouw

maart
- 7 - Willem IV (56), hertog van Beieren
- 8 - Johannes de Deo (55), Portugees kloosterling
- 18 - Johannes Petreius (~52), Duits boekdrukker

april
- 2 - Filips van Lalaing (~50), Nederlands hoveling en diplomaat
- 12 - Claude van Lotharingen, Frans edelman

mei
- 17 - Johan Albrecht van Brandenburg-Ansbach (50), Duits prelaat
- 18 - Jan van Lotharingen-Guise (52), Frans kardinaal

juli
- 30 - Thomas Wriothesley (44), Engels staatsman

augustus
- 25 - Martial Mazurier (~60), Frans theoloog
- 28 - Nicolas Perrenot de Granvelle (~66), Bourgondisch staatsman

september
- 28 - Alexis van Nassau-Corroy, Nederlands hoveling

oktober
- 14 - Jan van Wueluwe, Zuid-Nederlands kunstschilder
- 24 - Lodewijk III van Orléans (1), Frans prins
- 26 - Samuel Maciejowski (51), Pools prelaat

november
- 6 - Ulrich (63), hertog van Württemberg
- 7 - Jón Arason (66), IJslands prelaat
- 9 - Yokota Takatoshi (~63), Japans samoerai

december
- 6 - Pieter Coecke van Aelst (48), Zuid-Nederlands kunstenaar
- 9 - Tecuichpotzin (~40), Azteeks prinses
- 20 - Matthias Greitter (~55), Duits componist

zonder datum
- Ferdinand van Aragon (~62), Spaans edelman
- Ambrosius Benson (~55), Italiaans kunstschilder
- Matthijs de Castelein, Zuid-Nederlands geestelijke en toneelschrijver
- Johannes Galliculus, Duits muziektheoreticus
- John Mair (~83), Schots filosoof
- Photisarat I, koning van Lan Xang (1520-1550)
- Owadja Sforno, Italiaans rabbijn
- Jan III van Trazegnies, Zuid-Nederlands hovelingGuise.jpg
- Gian Giorgio Trissino (~72), Italiaans edelman

jaartal bij benadering/vermoedelijk
- Cornelis Crul, Zuid-Nederlands dichter
- Catharina van Hollebeke, Zuid-Nederlands geestelijke
- Pierre Moulu, Frans componist
- Mary Seymour (~1), Engels edelkind